# Camellia vidalii
Camellia vidalii là một loài thực vật có hoa trong họ Theaceae. Loài này được Rosmann mô tả khoa học đầu tiên năm 1999.